# 浅野直之
浅野 直之（あさの なおゆき、1980年 - ）は、日本の男性アニメーター、キャラクターデザイナー。岡山県出身。

## 参加作品

### テレビアニメ
2002年
- 天使な小生意気（2002年 - 2003年、動画）

2004年
- サムライチャンプルー（原画）
- 蒼穹のファフナー（原画）

2006年
- ひまわりっ!（作画監督・原画）
- 銀魂（2006年 - 2010年、原画）
- 家庭教師ヒットマンREBORN!（2006年 - 2010年、原画）

2007年
- ぼくらの（OP原画・原画）

2008年
- カイバ（原画）
- 鉄のラインバレル（2008年 - 2009年、原画）
- ミチコとハッチン（2008年 - 2009年、作画監督・原画・第二原画）

2010年
- 四畳半神話大系（作画監督）
- それでも町は廻っている（OP原画）
- パンティ&ストッキングwithガーターベルト（原画）

2011年
- フラクタル（第二原画）
- BLOOD-C（OP原画）
- セイクリッドセブン（原画）
- ダンタリアンの書架（原画）

2012年
- めだかボックス（原画）
- もやしもん リターンズ（OP原画）

2013年
- ムシブギョー（ED原画）
- とある科学の超電磁砲S（ED作画監督・ED原画）
- サムライフラメンコ（作画監督）

2014年
- ナンダカベロニカ（作画監督・原画）
- それでも世界は美しい（作画監督）
- ピンポン THE ANIMATION（作画監督）
- スペース☆ダンディ（ゲストキャラクターデザイン・原画）
- ベイビーステップ（原画）
- 暁のヨナ（原画）

2015年
- おそ松さん（2015年 - 2016年、キャラクターデザイン・作画監督・作画監督協力・原画）

2016年
- モブサイコ100（作画監督）
- 3月のライオン（OP絵コンテ・演出・作画監督）
- 舟を編む（作画監督）
- Occultic;Nine -オカルティック・ナイン-（第11話エンドカード）

2017年
- おそ松さん（2017年 - 2018年、第2期、キャラクターデザイン・作画監督・作画監督協力・原画）
- エルドライブ【ēlDLIVE】（原画）
- 双星の陰陽師（ED原画）
- 魔法陣グルグル（キャラクターデザイン）

2020年
- 映像研には手を出すな!（キャラクターデザイン・総作画監督）

2022年
- うる星やつら（2022年版）（2022年 - 2024年、キャラクターデザイン・総作画監督・ED総作画監督・OP総作画監督・OP作画監督）

2025年
- ウィッチウォッチ（OP原画）

### 劇場アニメ
2006年
- 時をかける少女（原画）

2007年
- ヱヴァンゲリヲン新劇場版:序（原画）

2008年
- 映画ドラえもん のび太と緑の巨人伝（原画）

2009年
- サマーウォーズ（原画）
- 映画ドラえもん 新・のび太の宇宙開拓史（作画監督）

2010年
- 映画ドラえもん のび太の人魚大海戦（総作画監督）

2011年
- 映画ドラえもん 新・のび太と鉄人兵団 〜はばたけ 天使たち〜（総作画監督）
- 鋼の錬金術師 嘆きの丘の聖なる星（原画）

2012年
- ROAD TO NINJA -NARUTO THE MOVIE-（作画監督・原画）

2013年
- 聖☆おにいさん（キャラクターデザイン・総作画監督・原画）

2014年
- 映画ドラえもん 新・のび太の大魔境 〜ペコと5人の探検隊〜（原画）
- THE LAST -NARUTO THE MOVIE-（作画監督・原画）

2017年
- 打ち上げ花火、下から見るか? 横から見るか?（原画）

2019年
- きみと、波にのれたら（原画）
- えいがのおそ松さん（キャラクターデザイン・原画（卒業写真一枚））

2021年
- シン・エヴァンゲリオン劇場版𝄇（作画監督・原画）

2022年
- 犬王（第二原画）

2023年
- 映画ドラえもん のび太と空の理想郷（原画・OP原画）
- ひな (パイロット・フィルム)（作画監督・キャラクターデザイン）
- BLUE GIANT（原画）

2024年
- 劇場版 忍たま乱太郎 ドクタケ忍者隊最強の軍師（原画）

### OVA
- デトロイト・メタル・シティ（2008年、原画）
- 聖☆おにいさん（2012年、キャラクターデザイン・作画監督）
- ハンツー×トラッシュ（2015年、キャラクターデザイン・演出・作画監督）
- 機動警察パトレイバーREBOOT（2016年、キャラクターデザイン・作画監督・原画[1]）

### その他
- 星野源「地獄でなぜ悪い」MV（2013年、監督）
- Eve「僕らまだアンダーグラウンド」MV（2019年、キャラクターデザイン）
- 矢場とんオリジナルアニメ「大須のぶーちゃん」（2019年、キャラクターデザイン[3]）
- 余命3000文字（2024年 - 、原作：村崎羯諦、構成：春日有、コミカライズ作画）[4][5]
- チンプイ エリさまのグッドラック（2025年、キャラクターデザイン）[6]
- SUGAR SUGAR RUNE　Les deux sorcières（2025年、キャラクターデザイン・作画監督）